# 横手盆地

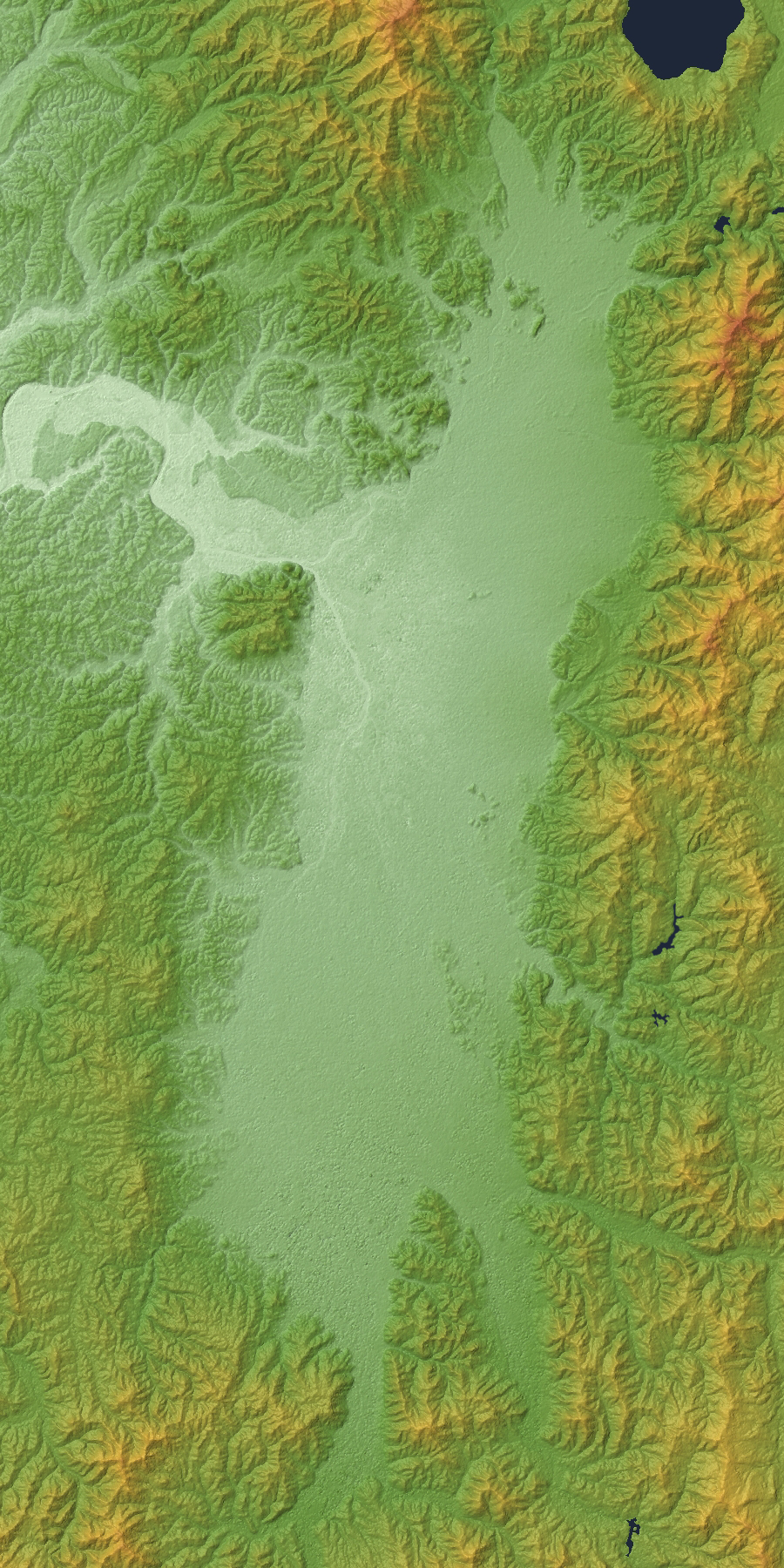
横手盆地の地形図

横手盆地（よこてぼんち）は、秋田県の南東部に位置する盆地。奥羽山脈と出羽山地に囲まれ、雄物川とその支流が流れる秋田県内で最大の平地である。盆地とはいえ広大であるため、旧郡名にならって、横手盆地の北部の仙北郡部分を仙北平野、中南部の平鹿郡部分を平鹿平野と呼ぶことも多い。国内有数の穀倉地帯で、あきたこまちの主産地の1つである。
横手盆地と「山北（仙北）三郡（せんぼくさんぐん）」はほぼ同じ地域を指し、2023年現在約25万人が住んでいる。横手盆地の中部に大仙都市圏と横手都市圏が形成されている。

## 概要

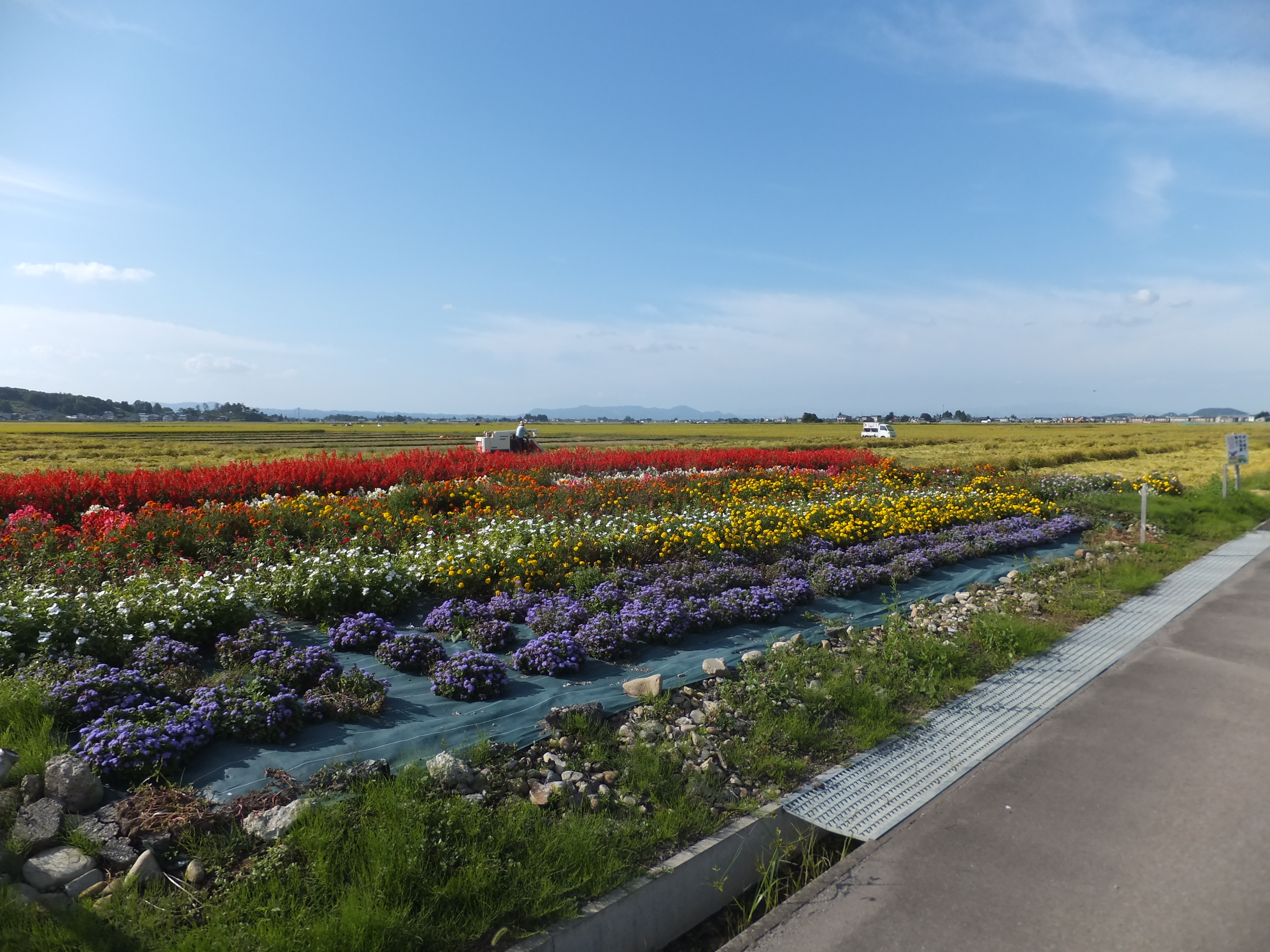
横手盆地の田園風景

横手盆地を中心とした地域には、山本郡（現仙北郡）・平鹿郡・雄勝郡（北から列記）の三郡が置かれ、「山北（仙北）三郡」と呼ばれた。「山北（仙北）三郡」は雄物川支流の各上流尾根線まで含まれるため、地図上では横手盆地の範囲よりかなり広いが、可住地としては「山北（仙北）三郡」と横手盆地はほぼ同等である。
山北（仙北）三郡北側では屈曲しながら秋田新幹線が東西に通り、中部では秋田自動車道が斜めに横切り、横手IC/JCTからは東北中央自動車道が湯沢方面に南北に走る。
岩手県の北上盆地とは、秋田新幹線で盛岡都市圏と、秋田道・国道107号および北上線で北上都市圏と繋がり、特に交通連接点である横手都市圏では、北上都市圏と同様に内陸機械工業や流通施設の集積がある。
横手盆地と秋田市がある秋田平野とは雄物川沿いに繋がっているが、その他に、国道13号（羽州街道）、奥羽本線（秋田新幹線）、秋田自動車道で繋がっている。横手盆地と秋田平野の境にある旧協和町は秋田都市圏（10% 通勤圏）に含まれるが、仙北郡の枠で合併して大仙市の一部となった。

## 気候
冬の横手盆地では、標高が低くなるほど気温が下がるという逆転現象がある。

## 都市圏
以下に、山北（仙北）三郡の自治体、および都市圏構成を示す。一般的な都市圏の定義については都市圏を参照のこと。
なお、県の地域振興局の管轄域は旧郡の範囲を踏襲しており、中心となる旧市名を用いて「広域都市圏」の名称を与えている。
- 大曲広域都市圏（大曲・仙北地域）：旧仙北郡 - 大仙市・仙北市・美郷町
- 横手広域都市圏（横手・平鹿地域）：旧平鹿郡 - 横手市
- 湯沢広域都市圏（湯沢・雄勝地域）：旧雄勝郡 - 湯沢市・羽後町・東成瀬村

都市雇用圏（10% 通勤圏）の変遷
- 10% 通勤圏に入っていない自治体は、各統計年の欄で灰色かつ「-」で示す。

| 旧郡   | 自治体 ('80) | 1980年                | 1990年                | 1995年                 | 2000年                 | 2005年                 | 2010年                 | 自治体 （現在） |
| ------ | ------------ | --------------------- | --------------------- | ---------------------- | ---------------------- | ---------------------- | ---------------------- | --------------- |
| 仙北郡 | 田沢湖町     | -                     | -                     | -                      | -                      | 大仙 都市圏 14万8258人 | 大仙 都市圏 13万9543人 | 仙北市          |
| 仙北郡 | 西木村       | -                     | -                     | -                      | -                      | 大仙 都市圏 14万8258人 | 大仙 都市圏 13万9543人 | 仙北市          |
| 仙北郡 | 角館町       | -                     | -                     | -                      | -                      | 大仙 都市圏 14万8258人 | 大仙 都市圏 13万9543人 | 仙北市          |
| 仙北郡 | 協和町       | 秋田 都市圏           | 秋田 都市圏           | 秋田 都市圏            | 秋田 都市圏            | 大仙 都市圏 14万8258人 | 大仙 都市圏 13万9543人 | 大仙市          |
| 仙北郡 | 太田町       | -                     | -                     | -                      | 大曲 都市圏 10万4840人 | 大仙 都市圏 14万8258人 | 大仙 都市圏 13万9543人 | 大仙市          |
| 仙北郡 | 西仙北町     | -                     | -                     | -                      | 大曲 都市圏 10万4840人 | 大仙 都市圏 14万8258人 | 大仙 都市圏 13万9543人 | 大仙市          |
| 仙北郡 | 中仙町       | -                     | -                     | 大曲 都市圏 8万7986人  | 大曲 都市圏 10万4840人 | 大仙 都市圏 14万8258人 | 大仙 都市圏 13万9543人 | 大仙市          |
| 仙北郡 | 大曲市       | 大曲 都市圏 6万9993人 | 大曲 都市圏 7万7328人 | 大曲 都市圏 8万7986人  | 大曲 都市圏 10万4840人 | 大仙 都市圏 14万8258人 | 大仙 都市圏 13万9543人 | 大仙市          |
| 仙北郡 | 神岡町       | 大曲 都市圏 6万9993人 | 大曲 都市圏 7万7328人 | 大曲 都市圏 8万7986人  | 大曲 都市圏 10万4840人 | 大仙 都市圏 14万8258人 | 大仙 都市圏 13万9543人 | 大仙市          |
| 仙北郡 | 仙北町       | 大曲 都市圏 6万9993人 | 大曲 都市圏 7万7328人 | 大曲 都市圏 8万7986人  | 大曲 都市圏 10万4840人 | 大仙 都市圏 14万8258人 | 大仙 都市圏 13万9543人 | 大仙市          |
| 仙北郡 | 南外村       | 大曲 都市圏 6万9993人 | 大曲 都市圏 7万7328人 | 大曲 都市圏 8万7986人  | 大曲 都市圏 10万4840人 | 大仙 都市圏 14万8258人 | 大仙 都市圏 13万9543人 | 大仙市          |
| 仙北郡 | 六郷町       | 大曲 都市圏 6万9993人 | 大曲 都市圏 7万7328人 | 大曲 都市圏 8万7986人  | 大曲 都市圏 10万4840人 | 大仙 都市圏 14万8258人 | 大仙 都市圏 13万9543人 | 美郷町          |
| 仙北郡 | 千畑町       | -                     | 大曲 都市圏 7万7328人 | 大曲 都市圏 8万7986人  | 大曲 都市圏 10万4840人 | 大仙 都市圏 14万8258人 | 大仙 都市圏 13万9543人 | 美郷町          |
| 仙北郡 | 仙南村       | -                     | 横手 都市圏 7万8822人 | 横手 都市圏 11万1887人 | 横手 都市圏 10万8286人 | 大仙 都市圏 14万8258人 | 大仙 都市圏 13万9543人 | 美郷町          |
| 平鹿郡 | 横手市       | 横手 都市圏 7万2708人 | 横手 都市圏 7万8822人 | 横手 都市圏 11万1887人 | 横手 都市圏 10万8286人 | 横手 都市圏 10万6832人 | 横手 都市圏 16万8880人 | 横手市          |
| 平鹿郡 | 平鹿町       | 横手 都市圏 7万2708人 | 横手 都市圏 7万8822人 | 横手 都市圏 11万1887人 | 横手 都市圏 10万8286人 | 横手 都市圏 10万6832人 | 横手 都市圏 16万8880人 | 横手市          |
| 平鹿郡 | 大雄村       | 横手 都市圏 7万2708人 | 横手 都市圏 7万8822人 | 横手 都市圏 11万1887人 | 横手 都市圏 10万8286人 | 横手 都市圏 10万6832人 | 横手 都市圏 16万8880人 | 横手市          |
| 平鹿郡 | 山内村       | 横手 都市圏 7万2708人 | 横手 都市圏 7万8822人 | 横手 都市圏 11万1887人 | 横手 都市圏 10万8286人 | 横手 都市圏 10万6832人 | 横手 都市圏 16万8880人 | 横手市          |
| 平鹿郡 | 十文字町     | -                     | -                     | 横手 都市圏 11万1887人 | 横手 都市圏 10万8286人 | 横手 都市圏 10万6832人 | 横手 都市圏 16万8880人 | 横手市          |
| 平鹿郡 | 雄物川町     | -                     | -                     | 横手 都市圏 11万1887人 | 横手 都市圏 10万8286人 | 横手 都市圏 10万6832人 | 横手 都市圏 16万8880人 | 横手市          |
| 平鹿郡 | 大森町       | -                     | -                     | 横手 都市圏 11万1887人 | 横手 都市圏 10万8286人 | 横手 都市圏 10万6832人 | 横手 都市圏 16万8880人 | 横手市          |
| 平鹿郡 | 増田町       | -                     | -                     | -                      | -                      | 横手 都市圏 10万6832人 | 横手 都市圏 16万8880人 | 横手市          |
| 雄勝郡 | 東成瀬村     | -                     | -                     | -                      | -                      | 横手 都市圏 10万6832人 | 横手 都市圏 16万8880人 | 東成瀬村        |
| 雄勝郡 | 羽後町       | -                     | 湯沢 都市圏 6万8421人 | 湯沢 都市圏 8万1476人  | 湯沢 都市圏 7万7989人  | 湯沢 都市圏 7万3557人  | 横手 都市圏 16万8880人 | 羽後町          |
| 雄勝郡 | 湯沢市       | 湯沢 都市圏 4万9612人 | 湯沢 都市圏 6万8421人 | 湯沢 都市圏 8万1476人  | 湯沢 都市圏 7万7989人  | 湯沢 都市圏 7万3557人  | 横手 都市圏 16万8880人 | 湯沢市          |
| 雄勝郡 | 雄勝町       | 湯沢 都市圏 4万9612人 | 湯沢 都市圏 6万8421人 | 湯沢 都市圏 8万1476人  | 湯沢 都市圏 7万7989人  | 湯沢 都市圏 7万3557人  | 横手 都市圏 16万8880人 | 湯沢市          |
| 雄勝郡 | 稲川町       | -                     | -                     | 湯沢 都市圏 8万1476人  | 湯沢 都市圏 7万7989人  | 湯沢 都市圏 7万3557人  | 横手 都市圏 16万8880人 | 湯沢市          |
| 雄勝郡 | 皆瀬村       | -                     | -                     | 湯沢 都市圏 8万1476人  | 湯沢 都市圏 7万7989人  | 湯沢 都市圏 7万3557人  | 横手 都市圏 16万8880人 | 湯沢市          |

- 2004年11月1日：千畑町、六郷町、仙南村の2町1村が合併して美郷町となった。
- 2005年3月22日：大曲市、仙北郡神岡町、西仙北町、中仙町、協和町、南外村、仙北町、太田町の1市6町1村が合併して大仙市となった。
- 2005年3月22日：（旧）湯沢市、雄勝郡雄勝町、稲川町、皆瀬村の1市2町1村が合併して湯沢市となった。
- 2005年9月20日：仙北郡の角館町、田沢湖町、西木村の2町1村が合併して仙北市となった。
- 2005年10月1日：（旧）横手市、平鹿郡に属する増田町、平鹿町、雄物川町、大森町、十文字町、山内村、大雄村の1市5町1村が合併して横手市となった。